# Vinice (Třebnouševes)
Vinice je malá vesnice, část obce Třebnouševes v okrese Jičín. Nachází se asi 1,5 km na západ od Třebnouševsi. V roce 2009 zde bylo evidováno 16 adres. V roce 2001 zde trvale žilo 21 obyvatel.
Vinice leží v katastrálním území Vinice v Podkrkonoší o rozloze 0,84 km2.

## Historie
První písemná zmínka o obci pochází z roku 1143.

## Pamětihodnosti
- Socha sv. Vavřince